# 보성여자고등학교
보성여자고등학교(保聖女子高等學校)는 대한민국 서울특별시 용산구 용산동2가에 위치한 사립 고등학교이다.

## 학교 연혁
- 1907년 9월 25일 : 위대모(놀만 오 휘드모아), 목사 노세영(세릴로스 박사), 사락스(A.M 새록스) 박사 등 미국 기독교 북장로회 선교사와 양전백 목사, 이성삼 장로 등 여러분의 발기로 본교 창립
- 1907년 10월 10일 : 교명을 '예수교 보성여학교' 라 칭하고 평북 선천읍에서 개교, 미국 선교사 최미례(루스・주이스) 여사 초대 교장으로 임명
- 1935년 5월 9일 : 교명을 '사립 보성여학교' 로 개칭, 수업 연한 3년제 학칙 변경인가
- 1938년 3월 31일 : 신사참배 문제로 선교회에서 손을 떼고 평북, 의산, 용천 3노회만 변경 인가
- 1940년 4월 11일 : 수학 연한 4년 8학급으로 변경 인가
- 1942년 2월 : 일본 정부의 탄압으로 경영권 박탈
- 1950년 6월 1일 : 한경직 목사 이사장으로 추대, 김양선 목사 제4대 교장으로 임명
- 1950년 6월 : 재단 이사장 한경직 목사, 백영엽 목사, 이영찬 및 동창 여러분의 노력으로 남한 서울에 재건됨
- 1950년 6월 25일 : 6・25 동란으로 부산에 피난하여 경영
- 1952년 12월 9일 : [문보 1509호] 고등학교 학년당 1학급씩 계 3학급 인가
- 1953년 9월 1일 : 서울 수복, 환도 후 영락교회 부속건물 임시교사로 사용
- 1955년 2월 1일 : 남한 재건후 제 3대 교장 김선량 임명
- 1955년 4월 1일 : 용산구 용산동 2가 8번지에 가교사를 건축하고 이전
- 1967년 7월 30일 : 제2교사(신관) 준공(지하 1층, 지상 6층, 세멘스래브 연 3,407.41m2)
- 1967년 10월 5일 : 고등학교 학년당 주간 6학급, 야간 2학급씩 총 24학급 증설 인가
- 1971년 8월 31일 : 제3교사(과학관) 준공(지하 2층, 지상 4층, 연 2,954.72m2)
- 1980년 8월 18일 : 체육관 준공(연 1,901.412m2)
- 1982년 11월 12일 : 본관 증축, 강당 준공(연 4,305.412m2)
- 1983년 10월 18일 : 고등학교 학년당 주간 10학급씩 총 30학급으로 감축인가
- 1984년 12월 7일 : 생활관 준공(연 1,046.73m2)
- 2016년 1월 29일 : 제5대 이사장 정천우 장로 취임
- 2021년 3월 1일 : 제16대 교장 주용호 임명
- 2023년 3월 1일 : 제17대 교장 윤치명 임명

## 참고 자료
- 보성여자고등학교 - 한국교육학술정보원 학교알리미